# Jaromír Šeděnka
Jaromír Šeděnka (* 22. září 1951) je bývalý český fotbalista, záložník.

## Fotbalová kariéra
V československé lize hrál v sezóně 1976/77 za VP Frýdek Místek. Nastoupil v 18 ligových utkáních a dal 2 góly. Za VP Frýdek-Místek hrál i v nižších soutěžích.

## Ligová bilance
| Ročník                                   | Zápasy | Góly | Klub             |
| ---------------------------------------- | ------ | ---- | ---------------- |
| 1. československá fotbalová liga 1976/77 | 18     | 2    | VP Frýdek-Místek |
| CELKEM 1 liga                            | 18     | 2    |                  |